# Domarringarna Smålandsstenar

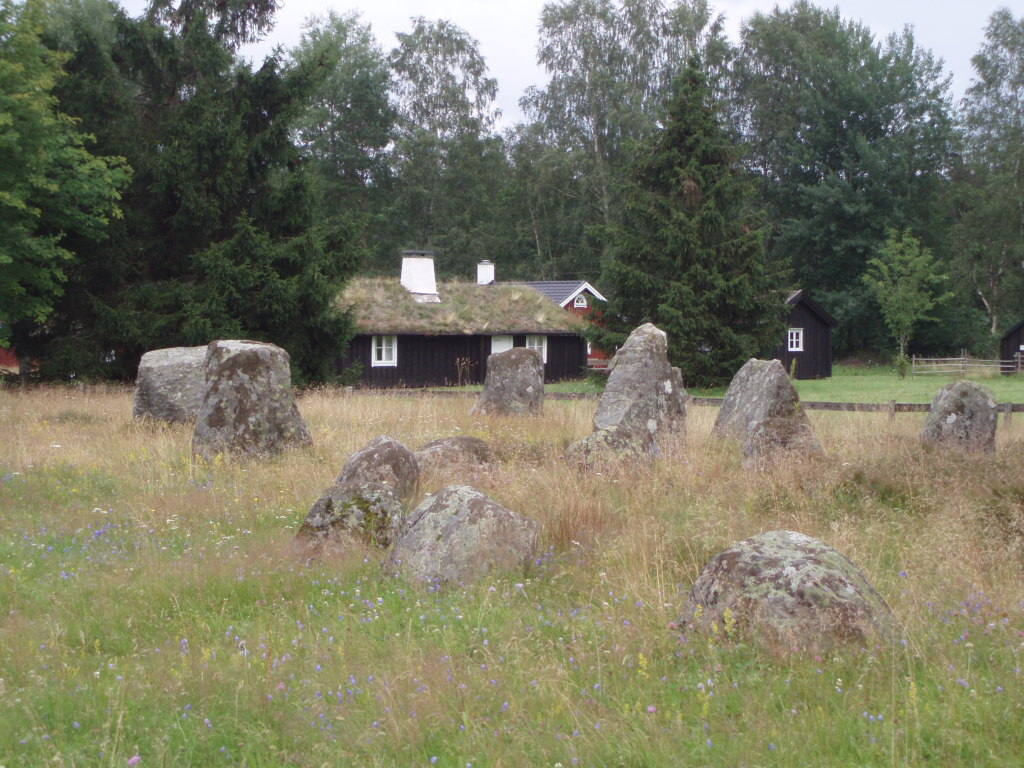

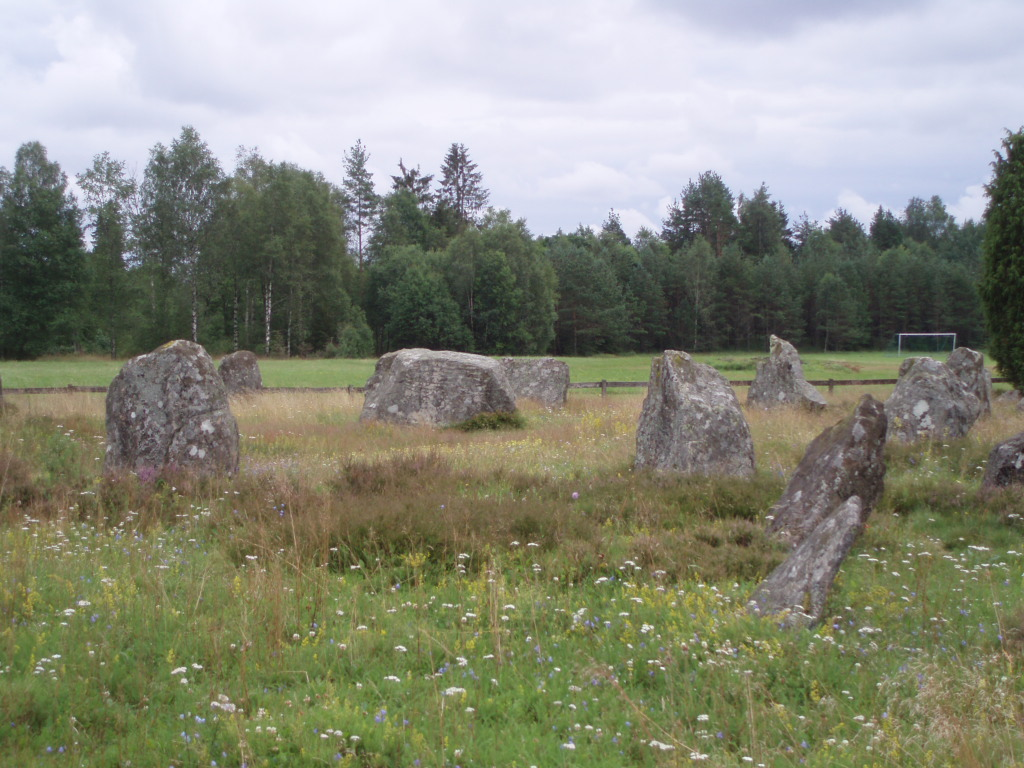

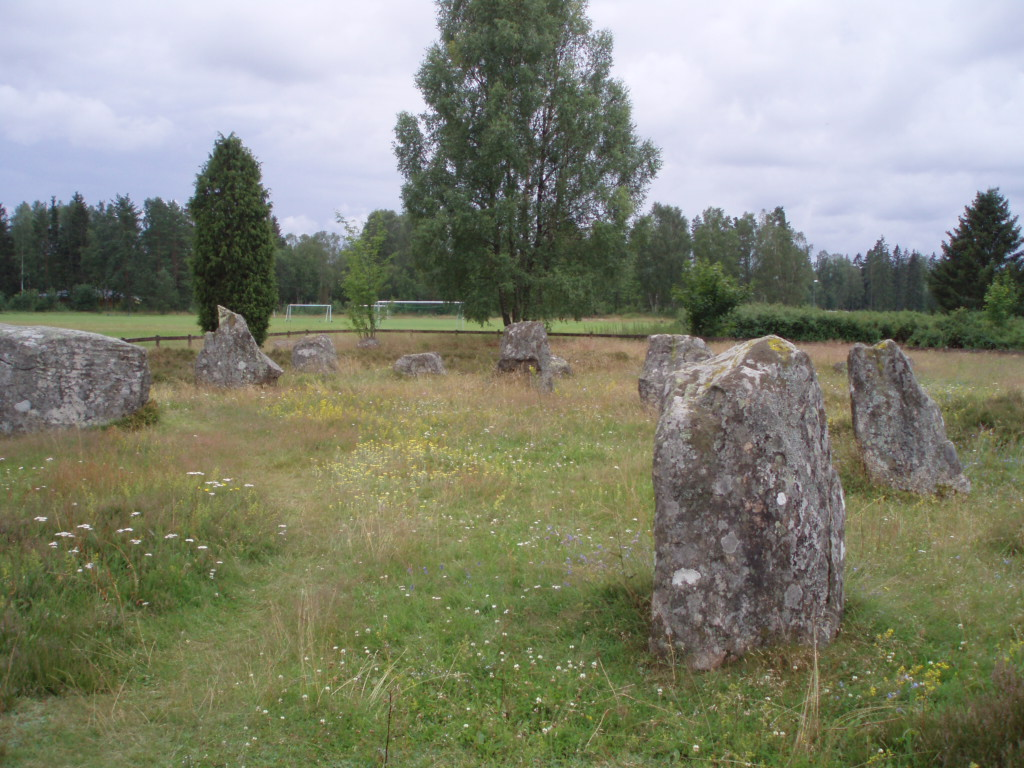

Domarringarna Smålandsstenar eller Smålands stenar som ligger i Villstads socken i Gislaveds kommun, är ett av Smålands mest imposanta domarringsgravfält och anlades på äldre järnåldern.

## Namnet
Områdets äldre namn var Skäppekullen, vilket kan komma av det fornsvenska ordet skipa i betydelsen skipa rättvisa, ordna, besluta. Alltså kullen där man fattade beslut. 1805 ändrades det till Smalestenar, där smale antingen syftar på får och getter, eller så kan det vara bildat av små land (bygder), som ingår i landskapet Småland. I kyrkans längder från 1816-1820 kallas platsen "Smålandsstenar". 
Namnet på gravfältet överfördes på den järnvägsstation som byggdes i närheten, och som sedan kom att ge namn åt det samhälle, Smålandsstenar, som uppstod kring stationen.

## Geografi
Gravfältet är beläget på ett plant, sandigt område väster om en dubbelkrök av Nissan och 1,5 km nordost om centrala delen av samhället Smålandsstenar. Intill gravfältet ligger Villstads hembygdsgård.

## Beskrivning av gravfältet
Gravfältet utgörs av fem eller sex stora domarringar. Domarringarna består av sex till tjugo stående, eller nu kullfallna stenar, medan en av ringarna har ett block i sin mitt. I den största där tjugo stenar ingår är diametern hela 20 m. Fler gravar, vars stenar plockats bort för att ingå i andra byggnationer, har sannolikt funnits.
Först i början på 1800-talet när prästen Daniel Nordin (även kallad "biskopen av Västbo") påtalade att området innehöll oersättliga fornminnen insåg man att det borde bevaras. 
Förr trodde man att här varit en viktig mötesplats för smålänningar, hallänningar och västgötar, en föreställning som nu enligt Länsstyrelsen anses sakna historisk bakgrund. Läget utmed Nissan och den urgamla Nissastigen utesluter dock inte att här ändå varit en mötesplats av betydelse, eller en anhalt för alla dem som färdades förbi på väg och vatten.